# Aspidimorpha sulawesica
Aspidimorpha sulawesica is een keversoort uit de familie bladkevers (Chrysomelidae). De wetenschappelijke naam van de soort werd in 2001 gepubliceerd door Swietojanska.